# I Could Easily Fall (In Love With You)
"I could easily fall (in love with you)" is een single van de Engelse zanger Cliff Richard en zijn begeleidingsband The Shadows.

## Tracklist

### 7" Single
Columbia C 22 863 [de] (27-11-1964)
1. I could easily fall (in love with you) - 2:51
2. I'm in love with you

## Hitnoteringen
| I could easily fall (in love with you) | I could easily fall (in love with you) | I could easily fall (in love with you) | I could easily fall (in love with you) | I could easily fall (in love with you) | I could easily fall (in love with you) | I could easily fall (in love with you) | I could easily fall (in love with you) | I could easily fall (in love with you) | I could easily fall (in love with you) | I could easily fall (in love with you) | I could easily fall (in love with you) | I could easily fall (in love with you) | I could easily fall (in love with you) | I could easily fall (in love with you) | I could easily fall (in love with you) | I could easily fall (in love with you) |
| Hitlijst                               | Datum van binnenkomst                  | Week:                                  | 1                                      | 2                                      | 3                                      | 4                                      | 5                                      | 6                                      | 7                                      | 8                                      | 9                                      | 10                                     | 11                                     | 12                                     | 13                                     | Laatste notering                       |
| -------------------------------------- | -------------------------------------- | -------------------------------------- | -------------------------------------- | -------------------------------------- | -------------------------------------- | -------------------------------------- | -------------------------------------- | -------------------------------------- | -------------------------------------- | -------------------------------------- | -------------------------------------- | -------------------------------------- | -------------------------------------- | -------------------------------------- | -------------------------------------- | -------------------------------------- |
| Tijd voor Teenagers Top 10             | 26-12-1964                             | Positie:                               | 9                                      | 5                                      | 3                                      | 3                                      | 4                                      | 4                                      | 5                                      | 7                                      | 10                                     | 10                                     |                                        |                                        |                                        | 27-02-1965                             |
| Nederlandse Top 40                     | 02-01-1965                             | Positie:                               | 8                                      | 13                                     | 5                                      | 4                                      | 5                                      | 5                                      | 7                                      | 8                                      | 10                                     | 13                                     | 19                                     | 22                                     | 31                                     | 27-03-1965                             |

### NPO Radio 2 Top 2000
| Nummer met noteringen in de NPO Radio 2 Top 2000 | '00  | '01  | '02 | '03  | '04  |
| ------------------------------------------------ | ---- | ---- | --- | ---- | ---- |
| I Could Easily Fall (In Love with You)           | 1173 | 1728 | -   | 1867 | 1960 |

1. ↑  Een '-' betekent dat het nummer niet was genoteerd en een vetgedrukt getal geeft de hoogste notering aan.
2. ↑  2000 was het eerste jaar met een notering voor dit nummer.
3. ↑  Deze tabel is bijgewerkt tot en met de laatste editie (2024).